# Seznam slovenskih veterinarjev
Seznam slovenskih veterinarjev

## A
- Jana Ačko
- Miran Ačko (1968-2023)
- Paul Adami (1739–1814)
- Štefan Adamič (1926-2022)
- Marko Amon (1929-2007)
- Uroš Andrenšek (1954-)
- Alojzij Arko (11.5.1944-8.9.2012)
- Matevž Arko (2.11.1972-)
- Stanko Arko (1892-1977)
- Jana Avberšek
- Aleksander Avguštin

## B
- Janja Babič
- Drago Babnik ?
- Cvetko Babuder (1896-1979)
- Zlatka Bajc
- Petra Bandelj
- Janez Banič (1928-2020)
- (Darja Barlič Maganja 1961-)
- Slavko Bartol, Boštjan Bartol
- Janez Batis (1919-2002)
- Srdjan Bavdek (1937-2019)
- Zaviša Bem (1926-2003)
- Dragomir Benčič ?
- Dušan Benčina (1946-2016)
- Marjan Benulič (1911-1990)
- Staš Bernik
- Jože Bešvir (1931-2012)
- Majda Biasizzo
- Andrej Bidovec (1946-)
- Andreja Bizjak (1958-)
- Janez Bleiweis (1808-1881)
- Oskar Robert Böhm
- Oskar Böhm (1921-2013)
- Vojislava Bole-Hribovšek
- Črtomir Borko (1947-)
- Milan Božič?
- Jana Brankovič
- Ivanka Brglez (1929-)
- Janez Brglez (1927-2011)
- Nika Briški
- Franc Bučar (1926-2000)
- Cvet(k)o Bunc (1942-2025)
- Janoš Butinar (1954-)

## C
- Vesna Cerkvenik Flajs
- Vojteh Cestnik (1948-)
- Marko Cotman
- Aleš Curk (1962-)
- Marko Cvetko

## Č
- Vida Čadonič-Špelič (1959-)
- Matija Čakš (1985-)
- Franc Čampa (1937-2014)
- Maša Čater
- Nina Čebulj Kadunc (1960-)
- Josip Čeh (18??-1962)
- Franc Černe (1876-1942)
- Franc Černe (1927-2017)
- Ivanka Černe (1929-2021)
- Manica Černe (1960-)
- Anton Česnik (1801-1862)
- Dominik Čolnik (1830-1893)
- Zlata Čop
- Rudolf Čretnik (1924-2005)
- Jože Črnko
- Angela Čuk (1961-)

## D
- Pavel Deu (1929-2024)
- Martin Dobeic (1958-)
- Anton Dolenc (veterinar) (1933-2017)
- Jožica Dolenc
- Milan Dolenc (1907-1993)
- Janez Dolžan (1938-)
- Aleksandra Domanjko Petrič (1960-)
- Tanja Dominko (1961-)
- Cvetko Doplihar (1927-)
- Dušan Dorrer (1944-)
- Alenka Dovč (1964-)
- Jože Drobnič (veterinar)
- (Marinka Drobnič-Košorok 1953-)
- Franjo Dular (1860-1924)

## E
- Timi Ećimović (1941-?)
- Iztok Emeršič (ZOO)
- Karel Erdlen (1923-1999)
- Vladimira Erjavec (197_?-)

## F
- Jožef Ignacij Fanton de Brunn (1754-1795)
- Bogo(mil) Fatur (1947-)
- Gregor Fazarinc (1959-)
- Tanja Ferenčak
- Primož Florjanc
- Klementina Fon Tacer (197?-)
- Petra Frangež
- Robert Frangež (1966-)
- Matjaž Franko (1964)
- Olga Frlic
- Andrej Fröhlich (1939-)

## G
- Ivan Gačnik (1945-)
- Jernej Gačnikar (1995-)
- Sara Galac (1968-)
- A. Galjot
- Marko Gerbec ?
- Tomaž J. Geršak (1947-)
- Tonček Gider
- Roman Glaser (1947-)
- Irena Golinar Oven
- Anže Golob
- Majda Golob
- Zlatko Golob (195#)
- Mitja Gombač
- Karel Gošler (1918-1997)
- Urša Grahek
- (Bri-)Gita Grecs-Smole (1957-)
- Aleš Gregorc (1962-)
- Vladimir Gregorovič (1920-2004)
- Neža Grgurevič
- Aleksandra Grilc Fajfar
- Jože Grom (1949-)
- Petra Gruden
- Igor Gruntar
- M.Guček?
- Alojz (Lojze) Gunde - Rok (1910-1988)

## H
- Biljana Hacin
- Anton Hayne (1786-1853)
- Urška Henigman
- Stojan Hergouth (1932-2024)
- Stojan Hergouth ml.
- Jernej Hočevar (1947-2012)
- Jaka Jakob Hodnik
- Lena Hodošček (1976-)
- Aleš Horvat (1964-)
- Peter Hostnik (1960-)
- Milan Hren (konji)
- Hinko Hribar (1934-)
- Leo(pold) Hribar (1893-1954)
- Peter Hribar (1945-)
- Hieronim Hrobat
- Aleš Hrovat
- Milan in Rok Hrovatin
- Ana Hudobivnik

## I
- Dorian Ipavic (1998-)
- Zdravko Ipša
- Franc Irgl (1908-1983)
- Teodora Ivanuša (1966-)

## J
- Gregor Jakelj (1907-1980)
- Breda Jakovac Strajn
- Urška Jamnikar Ciglenečki
- Miha Janc (1937-)
- Marija (Mojca) Janežič (1937-2023)
- Boris Jarc (1928-2006)
- Marjeta Jarc
- Svetlana Jarc Erceg (1948-2024)
- Ivan Jazbec (1929-2015)
- Vlasta Jenčič (1953-)
- Mira Jenko Rogelj
- Zlatko Jenko (1957-)
- Dušan Jereb (1908-1943)
- Dušan Jesenšek (1958-)
- Jožica Ježek (1967-)
- Polona Juntes (1952-)
- Jože Jurca (1940-)
- Jože (Josip) Jurkovič (1928-1997)
- Jože Jurkovič (1955-)

## K
- Vesna Kadunc Kos
- Metka Karner-Lukač (1946-)
- Marjan Kastelic in Tone K.
- Janez Keber (1933-)
- Ivo Kenda (1895-19??)
- (Danimir Kerin)
- Ferdo Kern (1872-1960)
- Edvard Križnič (1908-1968)
- Andrej Kirbiš (1970-)
- Nestor Klemenc (1922-2015)
- Primož Klinc (1973-)
- Martina Klinkon Ogrinec (1957-)
- Igor Klobučar
- Mihael Knaflič (1857-1928)
- Tanja Knific
- Silvestra Kobal (1954-)
- Leon Kocjan (1904-1979)
- Matjaž Kočar (1960-)
- Karel Bernard Kogl (1763-1839)
- Jože Kogovšek (1942-2011)
- Metod Kolč (1998-)
- Metod Kopitar (1934-2025)
- Saša Koprivec
- Boštjan Kordaš (1899-1990)
- Anton Korošec (1868-19??)
- Marjan Kosec (1951-)
- Stane Košorok
- Tina Kotnik (196?-)
- Franc Kovač (1900-1975)
- Milan Kovič (1915-1963)
- Martin Kovše
- Zmago Kralj
- Petra Kramarič
- Janez Kramberger (1961-)
- Uroš Krapež
- Radoslav Krištof (1842-1904)
- Manja Križman
- Martina Krofič Žel
- Branko (Brane) Krt (1963 -)
- Peter Kruljc
- Luka Krušič (194?-2015)
- Valentina Kubale Dvojmoč
- Urška Kuhar (31.7.1978-)
- Janez Kunc (1969-)
- Josip Kunc (18??-19??)
- Darja Kušar
- Jernej Kužner
- Pavel Kvapil (ZOO)

## L
- Dušan Lah (partizan, padel 1945)
- Janez Langus?
- Janez Krstnik Lavrin (1793-1840)
- Peter Lazar (1938-2023)
- Mihael Ledinek (? -2013)
- Blaž P. Ledinski (1996- )
- Miroslav Legiša (1896-1970)
- Vida Lešnik
- Peter Levstek (SV)
- Renata Lindtner Knific (1952-)
- Dušan Lipej
- Evgen Lipužič (1963-)
- Mateja Lobe Prebil ?
- Franc Lokar (1931-2007)
- Marko Lokar (1927-2008)
- Jože Lorger (1938-1998)
- Jožef Lugarič
- Aleksander (Aleš) Lukanc (1919- ?)
- Alojz Lukanc (1917 - ?)
- Barbara Lukanc
- Božidara Lukanc (1931-) ?

## M
- Gregor Majdič (1967-)
- Marko Mali
- Špela Malovrh (1968-)
- Tadej Malovrh (1972-)
- Janez Marinšek (1942-2022)
- Ciril Mastnak (1923-1978)
- Milan Matko
- Janez Mehle (1931-2014)
- Jože(f Anton) Mejač (1927-2017)
- Boris Menina (prv. Mercina) (1905-1970)
- Matjaž Mesarič (1968-)
- Jasna Mićunović
- Jurij Mikuletič (1955-)
- Nina Milevoj
- Marjan Milohnoja (1927-2004)
- Nina Mlakar Hrženjak
- Borut Mlinšek (1927-2019)
- Tomaž Modic (1960-)
- Ines Mori
- Manja Mozetič
- Janko Mrkun (1961-)
- Ivan Mrzel (1937-)
- Anton Muznik (18. stol.)

## N
- Alenka Nemec Svete
- Ana Nemec
- Marija Nemec (1960-)
- Franc Viktor Nekrep (1943-)
- Marko Novak (1981-)
- Mojca Nushol

## O
- Matjaž Ocepek (1964-)
- Rok Ojsteršek (1998-)
- Marko Oman
- (Andrej Orešnik 1943-2016)
- Marko Osredkar (1917-1988)
- Demitrij Osterman

## P
- Bernard Pachner (1803-1881)
- Jože Pajtler (1946-)
- Tomislav Paller (__?)
- Jože Papež (1963-)
- Bojan Papić
- Valentin (Tine) Pardubsky (1937-)
- Mateja Pate
- Zlatko Pavlica (1950-)
- Darja Pavlin (1975-)
- Katarina Pavlin
- Marijan Pavšič (1909-1971)
- Katarina Pavšič Vrtač
- Anton Pečovnik (1944-2021)
- Dolfe (Adolf) Pediček (1926-1992)
- Andrej Pengov (1961-)
- Andrej Perko (1842-1917)
- Uroš Pestevšek (1947-)
- Dominik Petač (1940-1993)
- Štefan Pintarič
- Vinko Pipan (1958-)
- Jure Pipp
- Dušan Pirih (1926-2010)
- Tina Pirš
- Metka Pislak Ocepek
- Ivo Planinc
- Tanja Plavec
- M. A. Plenčič ?
- (Janez Plestenjak 1939-)
- Jan Plut
- Branko Podpečan?
- Ožbalt Podpečan
- Azra Pogačnik (1946-)
- Milan Pogačnik (1946-)
- Estera Pogorevc
- Lujo Polanec (1922-1999)
- Janez Posedi
- Marko Pražnikar
- Borut Preinfalk
- Jože Prevorčnik
- Tit Primožič (1998-)
- Sonja Prpar Mihevc
- Tomaž Pust (1969-)

## R
- Joško Račnik
- Janko Rajar/Rajer (1872-1943)
- Rajko Rajner ?
- Rajko Rakovec (1917-1977)
- Petra Raspor Lainšček
- Jozo Rauter
- Anton Ravnik (1898-?)
- Urška Ravnik Verbič (1980-)
- Branko Rebesko (1921-1989)
- Iztok Rep
- Dušan Rešek (1932-2014)
- Adolf Ribnikar (1880-1946)
- Alojz Rigler ?
- Franc Rigler (1907-1979)
- Leo Rigler (1914-2001)
- K. Robida - prev.?
- Bojan Rode (1929-2020)
- Manja Rogelja (1978-)
- Tina Roškar
- Žarko Rovšček (1951-)
- Saša Rupnik
- Janez Rus (1956-)
- Jože-Zlatko Rus (1922-1987)
- France Rutar (1905-2004)
- Vlado Rataj (1960-)

## S
- Josip Nikolaj Sadnikar (1863-1952)
- Demeter "Meto" Sadnikar (1917-2007)
- Borut Sajovic (1960-)
- Miroslav Sajovic (?—1973, ZDA)
- Simona Salamon
- Karl Salobir (1931-)
- Franc Samec (? -1966)
- Joža Samec (1890 -?)
- Franc Samojlenko (1926 - 2011)
- Tina Samojlenko (1986 -
- Roman Savič (sokolar)
- Albert Schindler
- Scopoli
- Albin Sedej (1908-1970)
- Alenka Seliškar (1967-)
- Emil Senčar
- (Jurij Senegačnik)
- Marija Seničar
- (Valdemar Seunig 1887–1976) hipolog
- Luka Sienčnik (1904-1989)
- Vjekoslav Simčič (1931-)
- Rosvita Sitar
- Pavel Skale (? - ? 19.stol.)
- Otmar Skale (1861-1952)
- Tomaž Skrbinšek (1972-)
- Valentin Skubic (1932-2020)
- Franc Skušek (1922-2012)
- Brigita Slavec
- Janez - Janko Slavič (1933-2020)
- Anton Slivnik (1874-1957)
- Franc Slivnik
- (Vika Smerdu 1960-)
- Drago Smrekar (1924-2004)
- Nežka Snoj (1930-2016)
- Tomaž Snoj
- Alojz Sok (1959-)
- Jože Starič (1974-)
- Sabina Stariha Pipan (1957-)
- Ante Stefančič (1896-1972)
- Josip Stegu (1875-1937)
- Andreja Stopar (1961-)
- Franci Stopar (1998-)
- Tit Strmljan (1861-1943)
- Simon Strupi (1812-1880)
- Bojan Sever
- Mateja Stvarnik
- Sara Suhadolc Scholten
- Anton Svetlin

## Š
- Drago Šabec (1930-2023)
- Leon Ščuka (1965-)
- Rogerij Ščuka (1941-2003)
- Mitja Šedlbauer
- Leon Šenk (1926-2013)
- Marjan Šenveter
- Šerbec (MS)
- Metod Šerbec
- Pavel Šerc (1933-2021)
- Metka Šimundić
- Ksenija Šinigoj Gačnik (1953-)
- Andrej Škibin
- Ignac(ij) Šlajpah (1885-1968)
- Erik Špiler (1916-2002)
- Maks(imilijan) Šribar (1893-1993)
- Dominika Štabuc Starčevič
- Bogomir Štefanič (1934-)
- Tim Šteferl (1996-)
- Nataša Šterbenc
- Danuša Štiglic
- Viktor Štokojnik (1947-)
- Malan Štrbenc
- Artur Štern (1965-)
- Marina Štukelj
- Artur Štern (1965-)
- Tanja Švara
- Slavko Švenda (1952-2012)

## T
- Marjan Tacer
- Gabrijela Tavčar Kalcher
- Lovro Tepina (1882-1925)
- Janez Teran (1941-2014)
- Peter Tišler (1928-2008)
- Armin Tomašič - Bato (1934-2022)
- Ivan Toplak (veterinar) (197?-)
- Metka Toplak (1964-)
- Nataša Tozon (196?-)
- Alfred Trenz (1916-2004)
- Gorazd Tribnik (1946-)
- Tomaž Trobec
- Mate Trojanović (1930-2015)
- Hugon Turk (1870-1956)

## U
- Igor Ujčič Vrhovnik
- Janez Urh (1944-)
- Uršič Matjaž??
- Janez Usenik (1942-2024)

## V
- Stanka Vadnjal
- Zdravko Valenčak (1952-)
- Stane Valentinčič (1913-1995)
- Srečko Vatovec (1916-1982)
- Franc Veble (1888-1971)
- Anton Vengušt (1948-)
- Gorazd Vengušt
- Mihael Vengušt (1944-1999)
- Modest Vengušt
- Janez Verbi(n)c (1768-1849) mdr.
- Jože Verbič (1962-)
- Aleksandra Vergles Rataj
- Barbara Verk
- Jože Vidic (1943-) (kinolog)
- Magdalena Vidmar (1949-)
- Roman Vidmar (1941-1996)
- Nives Višnar (1953-2020)
- Marko Vizjak (1956-)
- Silvan Vodopivec (1910-1974)
- Metka Voga
- Igor Vojtic (1954-)
- Marko Volk (1943-)
- Ivo Vomer (1916-1996)
- Milka Vrecl Fazarinc (1966-)
- Vladimir Vrečko (1925- ?)

## W
- Tomo Wankmüller

## Z
- Jelka Zabavnik Piano (1960-)
- Tomaž Zadnik (1951-)
- Marko Zadravec
- Maja Zakošek Pipan
- Jože Založnik
- Pavo Zaninović (1948-)
- Alojz (Lojze) Zarnik (1883-1964)
- Anton A. Zavodnik (1908-1993)
- Fran Ivan Zavrnik (1888-1963)
- Velimir Zavrnik (1916-1986)
- Bogdan Zdovc
- Irena Zdovc
- Borut Zemljič (1952-)
- Tadej Zemljič
- Zvonko Zemljič (? - 1972)
- Anton Zhesnik (1801-1862)
- Bojan Zorko (1955-)
- Olga Zorman Rojs (1960-)
- Ferdinand J. Zupanc (1924-2003)
- Emerik Zver (1931-2023)
- Majda (B.) Zver

## Ž
- Janez Mihael Žagar (1732-1813)
- Martina Žagar
- Jurij Žel
- Diana Žele Vengušt
- Zoran Železnik (1930-2020)
- Žiga Žgank
- Simon Žibert (1891-1970)
- Dejan Židan (1967-)
- Ivo Židanik (1910- ?)
- Alojzij Žitko (1869-1938)
- Jože Žižek (1930-)
- Zoran Žlabravec
- Janko Žust (1935-)
- Monika Cecilija Žužek
- Lucija Žvokelj